# جول وجيم
جول وجيم (بالفرنسية: Jules and Jim)‏ هو فيلم رومانسي دراما فرنسي من تأليف، إخراج وإنتاج فرانسوا تروفو. تدور أحداث الفيلم قبل الحرب العالمية الأولى حول قصة حب ثلاثية بين جيم وهي امرأة فرنسية وصديقها النمساوي الخجول جول وصديقة جول وزوجته لاحقاً كاثرين.
الفيلم من بطولة جين مورو، أوسكار فيرنر و هنري سيري، صدر الفيلم في 23 يناير 1962.

## روابط خارجية
- جول وجيم على موقع IMDb (الإنجليزية)
- جول وجيم على موقع ميتاكريتيك (الإنجليزية)
- جول وجيم على موقع الموسوعة البريطانية (الإنجليزية)
- جول وجيم على موقع روتن توميتوز (الإنجليزية)
- جول وجيم على موقع نتفليكس (الإنجليزية)
- جول وجيم على موقع قاعدة بيانات الأفلام العربية
- جول وجيم على موقع ألو سيني (الفرنسية)
- جول وجيم على موقع Turner Classic Movies (الإنجليزية)
- جول وجيم على موقع أول موفي (الإنجليزية)
- جول وجيم على موقع فيلمافينيتي (الإسبانية)